# Long John Baldry
John William Baldry, (Londen, 12 januari 1941 – Vancouver, 21 juli 2005) was een Brits blues-musicus, omwille van zijn lengte (2 m) beter bekend als Long John Baldry.

## Biografie
Zijn muzikale carrière begon in de Blues Incorporated, de eerste bluesband in Engeland. Andere leden van deze band waren Mick Jagger, Alexis Korner, Dick Heckstall-Smith, Cyril Davis, Keith Scott, Jack Bruce en Charlie Watts, terwijl ook Brian Jones, Keith Richards en Paul Jones met Blues Inc speelden.
Vanaf 1966 speelde Baldry in de band Bluesology onder anderen samen met Elton John.
Baldry is vooral bekend om zijn talentscouting. Zo is hij de man die de jonge Rod Stewart op het perron van Station Twickenham hoorde zingen en zichzelf begeleidde op mondharmonica. Stewart was toen pas uit Spanje gezet wegens landloperij en had geen rooie duit om zich te voeden, laat staan zich te wassen. Baldry nam hem op in zijn legendarische Hoochie Coochie Men. Samen met Stewart, July Driscoll en Brian Auger vormde hij The Steampacket, de eerste Engelse supergroep.
Andere sterren die hij ontdekte, waren Mick Jagger en Charlie Watts.
Baldry's grootste hit was "Let The Heartaches Begin" (nr. 1 in Engeland, november 1967, met op de achterkant "Annabella"). Verder scoorde hij bescheiden hits met "Mexico" (nr. 15 in Engeland in 1968), uitgebracht nav de Olympische Spelen in Mexico in dat jaar en ruim tien jaar later nog eens met "Morning Dew" (in Nederland onder meer NOS Steunplaat van de week in De Avondspits en een radiohit in de destijds drie landelijke hitlijsten op Hilversum 3, voorjaar 1981). Hier zijn overigens meerdere versies van, maar de albumversie met het piano-intro is volgens sommigen de beste. Baldry maakte ook nog enkele sterke covers, zoals "You've Lost That Lovin' Feelin'", samen met de zangeres Kathi McDonald, met wie hij vaker samenwerkte, "Spinning Wheel", "River Deep - Mountain High" en "The Sun Ain't Gonna Shine Anymore". Niettemin was en bleef hij overwegend blueszanger. Zijn eerste blues-lp stamt uit 1964 (Long John's Blues); zijn laatste was "Remembering Leadbelly" (2002). Tussen 1964 en 2002 maakte hij nog eens ongeveer 22 albums.
Afzijdig van zijn zangcarrière hield Baldry zich ook bezig met het stemacteren voor verscheidene tekenfilms, onder welke ReBoot, Bucky O'Hare and the Toad Wars en Captain N: the Game Master, maar zijn bekendste stemacteerwerk is in zijn rol van Dr. Robotnik in Adventures of Sonic the Hedgehog.
Baldry stierf op 21 juli 2005 in Vancouver, Canada, General Hospital, na een longontsteking. Zijn partner, Felix "Oz" Rexach, zijn broer Roger en een zus, Margaret, overleefden hem aldus.

## NPO Radio 2 Top 2000
| Nummer met noteringen in de NPO Radio 2 Top 2000 | '99  | '00 | '01  | '02  | '03  | '04  | '05  | '06 | '07 | '08 | '09  | '10  | '11  | '12 | '13  | '14  | '15  |
| ------------------------------------------------ | ---- | --- | ---- | ---- | ---- | ---- | ---- | --- | --- | --- | ---- | ---- | ---- | --- | ---- | ---- | ---- |
| (Walk Me Out in the) Morning Dew                 | 1095 | 871 | 1132 | 1114 | 1005 | 1042 | 1273 | 982 | 846 | 977 | 1162 | 1274 | 1291 | 843 | 1262 | 1385 | 1695 |

1. ↑  Een vetgedrukt getal geeft de hoogste notering aan.
2. ↑  Deze tabel is bijgewerkt tot en met de laatste editie (2024).